# Tyskie

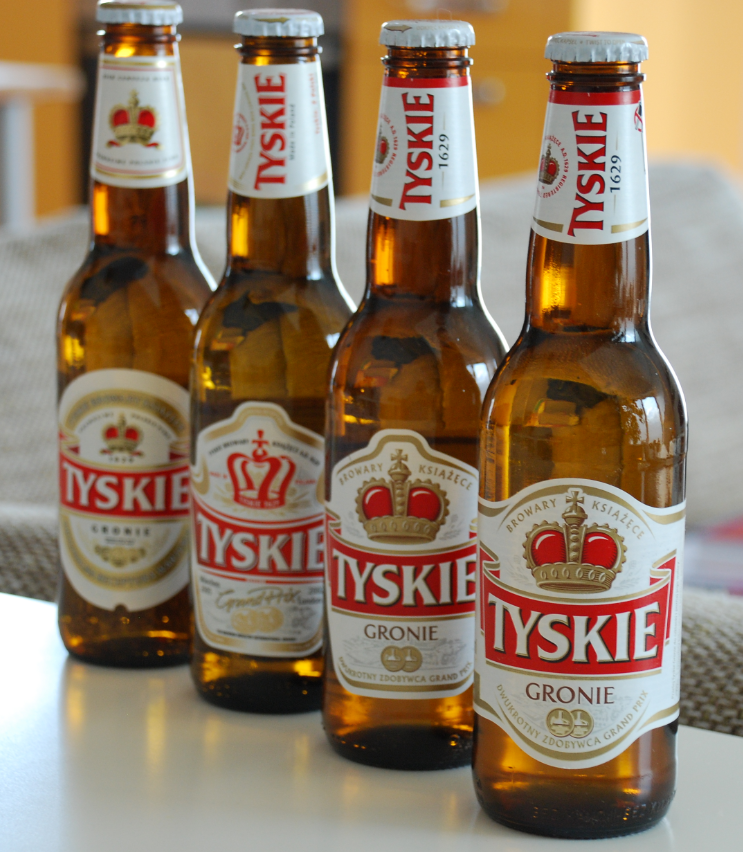
Tyskie Gronie

Tyskie és una marca polonesa de cervesa produïda per Tyskie Browary Książęce a la ciutat polonesa de Tychy. Aquesta empresa pertany a Kompania Piwowarska (la més gran a Polònia des de 1999), que al seu torn va ser adquirida l'any 1996 (igual que la cervesa Lech) per SABMiller, una de les majors cerveseres del món.
Tyskie és una de les cerveses poloneses més populars, copant el 16% del mercat nacional. També té una gran exportació a través de l'empresa SABMiller. Les principals marques d'exportació són Tyskie Gronie, i Książęce Tyskie.
Tyskie ha aconseguit diverses distincions dels "The Brewing Industry International Awards“.

## Models
- Tyskie Gronie – és de tipus pils amb un 5,6% d'alcohol i 11,7% d'extracte primitiu.
- Tyskie Książęce – és més aviat tipus lager que la tradicional pils amb un 5,7% d'alcohol i 12% d'extracte primitiu